# Explorer 7
Explorer 7 (auch bekannt als S-1a) ist ein Satellit des Explorer-Programms der NASA. Er wurde am 13. Oktober 1959 mit einer Juno-II-Rakete von Cape Canaveral aus in seine Umlaufbahn geschossen. Er wurde gebaut, um Sonnenstrahlung im Röntgen- und Lyman-alpha-Bereich, sowie kosmische Teilchenstrahlung zu erfassen. Als weitere Ziele sollten Daten über die Entschläge von Mikrometeoriten, molekulares Sputtern sowie den Wärmeaustausch zwischen der Erde und ihrer Atmosphäre gesammelt werden. Insbesondere nahm er mithilfe eines von Verner E. Suomi und Robert Parent entwickelten Radiometers die ersten Daten zum Energiehaushalt der Erde auf und markierte damit den Anfang satellitengestützter Klimaforschung. Suomi und sein Team benutzten diese Daten unter anderem, um die Bedeutung der Wolken für das Weltklima zu untersuchen.
Der Satellit sendete bis zum Februar 1961 kontinuierlich Daten und fiel schließlich am 24. August 1961 aus. Er befindet sich noch immer in seinem Orbit.